# Дижонска катедрала
Катедрала „Свети Бенигнус“ (на френски: Cathédrale Saint-Bénigne de Dijon) е катедралата в Дижон, национален паметник на културата на Франция, една от основните забележителности на града. Сградата на готическата катедрала е построена между 1280 и 1325 г. и е осветена на 9 април 1393 г.

## История
Катедралата е построена в готически стил между 1280 и 1325 г. на мястото на по-стара църква, вероятно датираща от  V-VI век, пострадала от пожари и земетресения. Осветена е на 9 април 1393 г. в чест на свети Бенигнус, раннохристиянски светец, който е убит на територията на Бургундия. Под ръководството на Хуго Аркски от знатен местен род изграждането започва сравнително бързо, но след смъртта му през 1300 г. строителството се забавя.
В катедралата се намира част от мощите на Св. Бенигнус и там съьо е погребан Филип III Добрият, херцог на Бургундия.

## Екстериор
- теракотен покрив
- тимпан
- фасада

### Гаргойли и слънчев часовник
Гаргойлите са скулптури в края на стрехите и улуците на катедралата. През тях се оттича дъждовната вода от покривите. Те следва да отвеждат количеството от стичащата се вода, доколкото е възможно от стените на катедралата, като по този начин я запазват от влага. Те често са под формата на фантастични животни, вечно с отворена уста и затова често с плашещ или ожесточен вид. Тяхната позиция обикновено е хоризонтална или наклонена, а понякога завършват с кръгло лице, насочено надолу и навън, за да се улесни потока на преминаващата през тях вода. Някои са с човешки образ. Всички са много различни. Те са създадени от много художници, които дават воля на въображението си. Разнообразието изглежда почти безкрайно.
- водоливник
- слънчев часовник
- водоливник
- водоливник

## Интериор
- план
- интериор
- витраж